# پی.جی. کاوانا
پی. جی. کاوانا (انگلیسی: P. J. Kavanagh؛ ‏ ۶ ژانویهٔ ۱۹۳۱ – ۲۶ اوت ۲۰۱۵) شاعر، بازیگر، روزنامه‌نگار اهل بریتانیا بود.
از فیلم‌هایی که وی در آن‌ها نقش داشته‌است، می‌توان به ساحره‌گیری، خیابان هاف مون و لورنس عربستان اشاره نمود.